# Lotis (Nymphe)

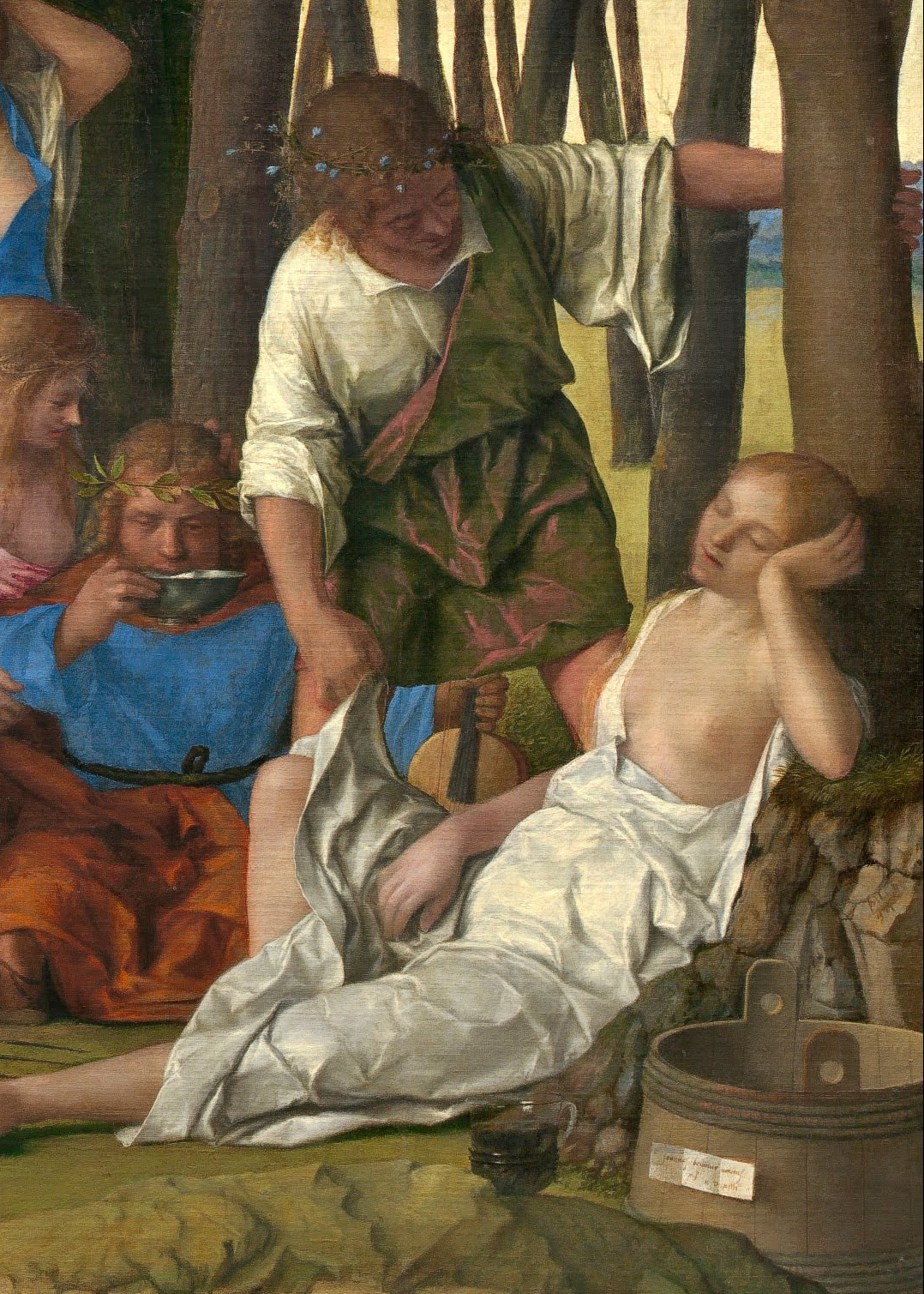
Der lüsterne Priapos nähert sich der schlafenden Lotis (Detail aus dem Gemälde Das Fest der Götter von Giovanni Bellini, ca. 1514)

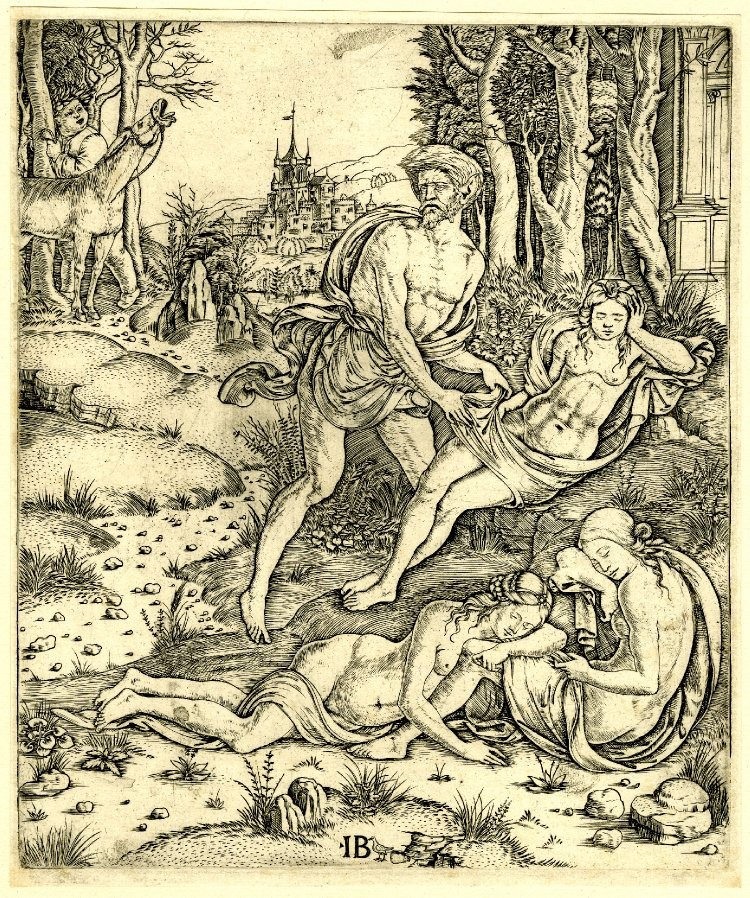
Die Geschichte von Priapos und Lotis (Stich von Giovanni Battista Palumba, ca. 1510)

Lotis  (altgriechisch Λωτίς Lōtís) ist eine Nymphe aus der griechischen Mythologie. In welche Pflanze ihre Verwandlung genau geschieht, ist unklar (siehe auch Lotosbaum).

## Bei Ovid
Sie kommt zweimal bei dem römischen Dichter Ovid vor, der ihre Herkunft nicht angibt.
In seinen Metamorphosen erinnert er kurz an ihre Geschichte: verfolgt von Priapos, verwandelt sich die Nymphe in Lotos, um dem Gott zu entkommen. Dryope, die Tochter des Eurytos (König von Oichalia), möchte in der Nähe eines Sees einige Blüten holen, sieht ihre Hände mit dem Blut der Lotis bedeckt und wird selbst in einen Baum verwandelt:
Dryope hatte vom Baum sich Blumen gepflückt, sie dem Söhnchen

Hinzugeben zum Spiel, und zu tun wie jene gedacht’ ich –

Denn ich begleitete sie –, da sah ich entfallen der Blüte

Tropfen von Blut und die Zweige bewegt von zitterndem Schauer.

Eine der Nymphen, wie nun erst säumige Bauern erzählten,

Lotis, hatte darin auf der Flucht vor Priapus’ Begierden

Ihren gewandelten Leib mit behaltenem Namen geborgen.

Nicht war dieses der Schwester bekannt, und erschrocken von hinnen

Wollte sie gehn und, die sie verehrt, die Nymphen verlassen,

Als anwurzelnd ihr Fuß festhing. Los will sie sich reißen,

Doch nur oben bewegt sie den Leib […]
Allerdings liefern seine Fasti eine vollständigere Geschichte vom Liberalia-Fest, worin Silens Esel zu schreien begann, während Priapos sich der schlafenden Nymphe annäherte. Verängstigt lief sie schreiend davon und weckte dadurch die anderen Götter, die über Priapos spotteten.

## Künstlerische Darstellung
Szenen der Geschichte wurden künstlerisch verschiedentlich dargestellt.
Die Geschichte von Priapos und Lotis begegnet beispielsweise auf dem Gemälde Das Fest der Götter von Giovanni Bellini (ca. 1514) oder auf einem Stich von Giovanni Battista Palumba (ca. 1510). Auf dem Kupferstich von Kilian Ponheimer (1757–1828) „Lotos wird zum Baume“ (Wien, 1791) ist die Nymphe Lotis zu sehen, die auf der Flucht vor Priapos in einen Lotosbaum verwandelt wird.

## Verschiedenes
Der Asteroid (429) Lotis ist nach der Nymphe benannt.